# Intolleranza (medicina)
L'intolleranza è definita in medicina come presenza di reazioni specifiche o aspecifiche da parte dell'organismo nei confronti di determinate molecole che non si presentano usualmente nel resto della popolazione generale. Tra le intolleranze sono comprese le reazioni allergiche, le reazioni di ipersensibilità e le reazioni idiosincrasiche.